# Szklana Huta (Łódź)
Pour les articles homonymes, voir Szklana Huta.
Szklana Huta est une localité polonaise de la gmina de Złoczew, située dans le powiat de Sieradz en voïvodie de Łódź.